# 津中央郵便局
津中央郵便局（つちゅうおうゆうびんきょく）は、三重県津市にある郵便局。民営化前の分類では集配普通郵便局であった。

## 概要

### 住所
- 住所：〒514-8799・三重県津市中央1-1

### 併設施設
- ゆうちょ銀行三重地域センター
- ゆうちょ銀行、かんぽ生命保険ともに直営店を併設していない[1]。

## 沿革
- 1872年5月8日（明治5年4月2日） - 津郵便取扱所として[2]大門町に開設[3]。
- 1873年（明治6年）4月 - 津郵便役所となる。
- 1875年（明治8年）1月1日 - 津郵便局（三等）となる。翌日より為替取扱を開始。
- 1878年（明治11年） - 貯金取扱を開始。
- 1885年（明治18年） - 電信取扱を開始。
- 1886年（明治19年）1月4日 - 電信為替事務開始[4]。
- 1887年（明治20年）7月1日 - 津郵便電信局となる。
- 1903年（明治36年）4月1日 - 通信官署官制の施行に伴い津郵便局となる。
- 1947年（昭和22年）12月11日 - 郵便局で取り扱う電話通話事務を除く電話事務を津電話局に移管[5]。
- 1956年（昭和31年）9月21日 - 電話通話および和文電報受付事務の取扱を開始。
- 1956年（昭和31年）10月1日 - 片田郵便局[6]から集配業務を移管。
- 1987年（昭和62年）7月1日 - 津中央郵便局に改称。
- 1992年（平成4年）8月3日 - 外国通貨の両替および旅行小切手の売買に関する業務取扱を開始。
- 1999年（平成11年） - 入居していた三重会館ビルの立替に伴い、仮局舎に移転。代替として、道路を挟んだ向かいの津センターパレスに津センターパレス内郵便局を設置。
- 2000年（平成12年） - 三重会館の隣に独立の新局舎完成、移転。津センターパレス内郵便局は津豊が丘郵便局として高野尾町に移転（直線距離で約8kmの移動であり、事実上の廃止と新設）。
- 2000年（平成12年）9月18日 - 津北郵便局（〒514-0199）を一身田郵便局（〒514-0114）に改称し、集配業務を当局に移管。
- 2006年（平成18年）10月1日 - 津南郵便局（〒514-0399→514-0303）、河芸郵便局（〒510-0399→510-0305）より集配業務を移管[7]。
- 2007年（平成19年）10月1日 - 民営化に伴い、併設された郵便事業津支店に一部業務を移管。
- 2009年（平成21年）9月24日 - 郵便事業津支店が統括する久居集配センターの廃止に伴い、同支店が取扱業務を承継。
- 2012年（平成24年）10月1日 - 日本郵便株式会社の発足に伴い、郵便事業津支店を津中央郵便局に統合。
- 2015年（平成27年）8月31日 - 七栗郵便局より「514-12xx」区域の集配業務を移管。
- 2018年（平成30年）2月2日 - 三重県内の郵便局で初めて駐車場を有料化[8]。

## 取扱内容

### 津中央郵便局
- 郵便、印紙、ゆうパック、内容証明
- 貯金、為替、振替、振込、国際送金、外貨両替・トラベラーズチェック、国債、投資信託 - 平日18時まで営業。
- 生命保険、バイク自賠責保険、自動車保険、変額年金保険、がん保険、引受条件緩和型医療保険 - 平日18時まで営業。
- ゆうちょ銀行ATM
- 津市（合併以前からの津市域、旧久居市域、旧安芸郡河芸町域、旧一志郡香良洲町域）の集配業務
  - 該当する郵便番号は　514-00xx、514-08xx、514-85xx、514-86xx、514-87xx、510-03xx、514-01xx、514-03xx、514-11xx、514-12xx
- ゆうゆう窓口

### ゆうちょ銀行三重地域センター
対顧客のコールセンター、直営店および郵便局への管理・サポート業務等。
直営店は併設されていないため、窓口業務は郵便局が代理店として行う。

## 周辺
津市の繁華街に位置する。2018年（平成30年）2月までは駐車場が無料であったため、郵便局を利用しない者の長時間駐車が横行し、周辺道路で駐車待ちの自動車による渋滞が発生していた。
- 津市役所
- 津城跡
- 津地方裁判所
- 津センターパレス
- 津法務総合庁舎

## アクセス
- 近鉄名古屋線 津新町駅から徒歩で約18分。
- JR紀勢本線 津駅から徒歩で約23分。
- 三重交通バス「三重会館前」停留所下車、徒歩ですぐ。
- 伊勢自動車道 津ICから南東へ約4km。
- 国道23号沿い。
- 駐車場あり：17台（有料）[8]
  - 駐車場の有料化は無断駐車対策であり、ATM利用者は15分、窓口利用者は30分まで無料で利用できる[8]。また窓口利用で30分を超越した場合でも窓口で手続きすれば無料となる[8]。